# 1759
Portal Geschichte | Portal Biografien | Aktuelle Ereignisse | Jahreskalender | Tagesartikel

◄ |
17. Jahrhundert |
18. Jahrhundert
| 19. Jahrhundert | ►

◄ |
1720er |
1730er |
1740er |
1750er
| 1760er | 1770er | 1780er | ►

◄◄ |
◄ |
1755 |
1756 |
1757 |
1758 |
1759
| 1760 | 1761 | 1762 | 1763 | ► | ►►
Staatsoberhäupter  · Nekrolog · Kunstjahr · Literaturjahr · Musikjahr
| Januar | Januar | Januar | Januar | Januar | Januar | Januar | Januar |
| Kw     | Mo     | Di     | Mi     | Do     | Fr     | Sa     | So     |
| ------ | ------ | ------ | ------ | ------ | ------ | ------ | ------ |
| 1      | 1      | 2      | 3      | 4      | 5      | 6      | 7      |
| 2      | 8      | 9      | 10     | 11     | 12     | 13     | 14     |
| 3      | 15     | 16     | 17     | 18     | 19     | 20     | 21     |
| 4      | 22     | 23     | 24     | 25     | 26     | 27     | 28     |
| 5      | 29     | 30     | 31     |        |        |        |        |

| Februar | Februar | Februar | Februar | Februar | Februar | Februar | Februar |
| Kw      | Mo      | Di      | Mi      | Do      | Fr      | Sa      | So      |
| ------- | ------- | ------- | ------- | ------- | ------- | ------- | ------- |
| 5       |         |         |         | 1       | 2       | 3       | 4       |
| 6       | 5       | 6       | 7       | 8       | 9       | 10      | 11      |
| 7       | 12      | 13      | 14      | 15      | 16      | 17      | 18      |
| 8       | 19      | 20      | 21      | 22      | 23      | 24      | 25      |
| 9       | 26      | 27      | 28      |         |         |         |         |

| März | März | März | März | März | März | März | März |
| Kw   | Mo   | Di   | Mi   | Do   | Fr   | Sa   | So   |
| ---- | ---- | ---- | ---- | ---- | ---- | ---- | ---- |
| 9    |      |      |      | 1    | 2    | 3    | 4    |
| 10   | 5    | 6    | 7    | 8    | 9    | 10   | 11   |
| 11   | 12   | 13   | 14   | 15   | 16   | 17   | 18   |
| 12   | 19   | 20   | 21   | 22   | 23   | 24   | 25   |
| 13   | 26   | 27   | 28   | 29   | 30   | 31   |      |

| April | April | April | April | April | April | April | April |
| Kw    | Mo    | Di    | Mi    | Do    | Fr    | Sa    | So    |
| ----- | ----- | ----- | ----- | ----- | ----- | ----- | ----- |
| 13    |       |       |       |       |       |       | 1     |
| 14    | 2     | 3     | 4     | 5     | 6     | 7     | 8     |
| 15    | 9     | 10    | 11    | 12    | 13    | 14    | 15    |
| 16    | 16    | 17    | 18    | 19    | 20    | 21    | 22    |
| 17    | 23    | 24    | 25    | 26    | 27    | 28    | 29    |
| 18    | 30    |       |       |       |       |       |       |

| Mai | Mai | Mai | Mai | Mai | Mai | Mai | Mai |
| Kw  | Mo  | Di  | Mi  | Do  | Fr  | Sa  | So  |
| --- | --- | --- | --- | --- | --- | --- | --- |
| 18  |     | 1   | 2   | 3   | 4   | 5   | 6   |
| 19  | 7   | 8   | 9   | 10  | 11  | 12  | 13  |
| 20  | 14  | 15  | 16  | 17  | 18  | 19  | 20  |
| 21  | 21  | 22  | 23  | 24  | 25  | 26  | 27  |
| 22  | 28  | 29  | 30  | 31  |     |     |     |

| Juni | Juni | Juni | Juni | Juni | Juni | Juni | Juni |
| Kw   | Mo   | Di   | Mi   | Do   | Fr   | Sa   | So   |
| ---- | ---- | ---- | ---- | ---- | ---- | ---- | ---- |
| 22   |      |      |      |      | 1    | 2    | 3    |
| 23   | 4    | 5    | 6    | 7    | 8    | 9    | 10   |
| 24   | 11   | 12   | 13   | 14   | 15   | 16   | 17   |
| 25   | 18   | 19   | 20   | 21   | 22   | 23   | 24   |
| 26   | 25   | 26   | 27   | 28   | 29   | 30   |      |

| Juli | Juli | Juli | Juli | Juli | Juli | Juli | Juli |
| Kw   | Mo   | Di   | Mi   | Do   | Fr   | Sa   | So   |
| ---- | ---- | ---- | ---- | ---- | ---- | ---- | ---- |
| 26   |      |      |      |      |      |      | 1    |
| 27   | 2    | 3    | 4    | 5    | 6    | 7    | 8    |
| 28   | 9    | 10   | 11   | 12   | 13   | 14   | 15   |
| 29   | 16   | 17   | 18   | 19   | 20   | 21   | 22   |
| 30   | 23   | 24   | 25   | 26   | 27   | 28   | 29   |
| 31   | 30   | 31   |      |      |      |      |      |

| August | August | August | August | August | August | August | August |
| Kw     | Mo     | Di     | Mi     | Do     | Fr     | Sa     | So     |
| ------ | ------ | ------ | ------ | ------ | ------ | ------ | ------ |
| 31     |        |        | 1      | 2      | 3      | 4      | 5      |
| 32     | 6      | 7      | 8      | 9      | 10     | 11     | 12     |
| 33     | 13     | 14     | 15     | 16     | 17     | 18     | 19     |
| 34     | 20     | 21     | 22     | 23     | 24     | 25     | 26     |
| 35     | 27     | 28     | 29     | 30     | 31     |        |        |

| September | September | September | September | September | September | September | September |
| Kw        | Mo        | Di        | Mi        | Do        | Fr        | Sa        | So        |
| --------- | --------- | --------- | --------- | --------- | --------- | --------- | --------- |
| 35        |           |           |           |           |           | 1         | 2         |
| 36        | 3         | 4         | 5         | 6         | 7         | 8         | 9         |
| 37        | 10        | 11        | 12        | 13        | 14        | 15        | 16        |
| 38        | 17        | 18        | 19        | 20        | 21        | 22        | 23        |
| 39        | 24        | 25        | 26        | 27        | 28        | 29        | 30        |

| Oktober | Oktober | Oktober | Oktober | Oktober | Oktober | Oktober | Oktober |
| Kw      | Mo      | Di      | Mi      | Do      | Fr      | Sa      | So      |
| ------- | ------- | ------- | ------- | ------- | ------- | ------- | ------- |
| 40      | 1       | 2       | 3       | 4       | 5       | 6       | 7       |
| 41      | 8       | 9       | 10      | 11      | 12      | 13      | 14      |
| 42      | 15      | 16      | 17      | 18      | 19      | 20      | 21      |
| 43      | 22      | 23      | 24      | 25      | 26      | 27      | 28      |
| 44      | 29      | 30      | 31      |         |         |         |         |

| November | November | November | November | November | November | November | November |
| Kw       | Mo       | Di       | Mi       | Do       | Fr       | Sa       | So       |
| -------- | -------- | -------- | -------- | -------- | -------- | -------- | -------- |
| 44       |          |          |          | 1        | 2        | 3        | 4        |
| 45       | 5        | 6        | 7        | 8        | 9        | 10       | 11       |
| 46       | 12       | 13       | 14       | 15       | 16       | 17       | 18       |
| 47       | 19       | 20       | 21       | 22       | 23       | 24       | 25       |
| 48       | 26       | 27       | 28       | 29       | 30       |          |          |

| Dezember | Dezember | Dezember | Dezember | Dezember | Dezember | Dezember | Dezember |
| Kw       | Mo       | Di       | Mi       | Do       | Fr       | Sa       | So       |
| -------- | -------- | -------- | -------- | -------- | -------- | -------- | -------- |
| 48       |          |          |          |          |          | 1        | 2        |
| 49       | 3        | 4        | 5        | 6        | 7        | 8        | 9        |
| 50       | 10       | 11       | 12       | 13       | 14       | 15       | 16       |
| 51       | 17       | 18       | 19       | 20       | 21       | 22       | 23       |
| 52       | 24       | 25       | 26       | 27       | 28       | 29       | 30       |
| 1        | 31       |          |          |          |          |          |          |

| Januar | Januar | Januar | Januar | Januar | Januar | Januar | Januar |
| Kw     | Mo     | Di     | Mi     | Do     | Fr     | Sa     | So     |
| ------ | ------ | ------ | ------ | ------ | ------ | ------ | ------ |
| 1      | 1      | 2      | 3      | 4      | 5      | 6      | 7      |
| 2      | 8      | 9      | 10     | 11     | 12     | 13     | 14     |
| 3      | 15     | 16     | 17     | 18     | 19     | 20     | 21     |
| 4      | 22     | 23     | 24     | 25     | 26     | 27     | 28     |
| 5      | 29     | 30     | 31     |        |        |        |        |

| Februar | Februar | Februar | Februar | Februar | Februar | Februar | Februar |
| Kw      | Mo      | Di      | Mi      | Do      | Fr      | Sa      | So      |
| ------- | ------- | ------- | ------- | ------- | ------- | ------- | ------- |
| 5       |         |         |         | 1       | 2       | 3       | 4       |
| 6       | 5       | 6       | 7       | 8       | 9       | 10      | 11      |
| 7       | 12      | 13      | 14      | 15      | 16      | 17      | 18      |
| 8       | 19      | 20      | 21      | 22      | 23      | 24      | 25      |
| 9       | 26      | 27      | 28      |         |         |         |         |

| März | März | März | März | März | März | März | März |
| Kw   | Mo   | Di   | Mi   | Do   | Fr   | Sa   | So   |
| ---- | ---- | ---- | ---- | ---- | ---- | ---- | ---- |
| 9    |      |      |      | 1    | 2    | 3    | 4    |
| 10   | 5    | 6    | 7    | 8    | 9    | 10   | 11   |
| 11   | 12   | 13   | 14   | 15   | 16   | 17   | 18   |
| 12   | 19   | 20   | 21   | 22   | 23   | 24   | 25   |
| 13   | 26   | 27   | 28   | 29   | 30   | 31   |      |

| April | April | April | April | April | April | April | April |
| Kw    | Mo    | Di    | Mi    | Do    | Fr    | Sa    | So    |
| ----- | ----- | ----- | ----- | ----- | ----- | ----- | ----- |
| 13    |       |       |       |       |       |       | 1     |
| 14    | 2     | 3     | 4     | 5     | 6     | 7     | 8     |
| 15    | 9     | 10    | 11    | 12    | 13    | 14    | 15    |
| 16    | 16    | 17    | 18    | 19    | 20    | 21    | 22    |
| 17    | 23    | 24    | 25    | 26    | 27    | 28    | 29    |
| 18    | 30    |       |       |       |       |       |       |

| Mai | Mai | Mai | Mai | Mai | Mai | Mai | Mai |
| Kw  | Mo  | Di  | Mi  | Do  | Fr  | Sa  | So  |
| --- | --- | --- | --- | --- | --- | --- | --- |
| 18  |     | 1   | 2   | 3   | 4   | 5   | 6   |
| 19  | 7   | 8   | 9   | 10  | 11  | 12  | 13  |
| 20  | 14  | 15  | 16  | 17  | 18  | 19  | 20  |
| 21  | 21  | 22  | 23  | 24  | 25  | 26  | 27  |
| 22  | 28  | 29  | 30  | 31  |     |     |     |

| Juni | Juni | Juni | Juni | Juni | Juni | Juni | Juni |
| Kw   | Mo   | Di   | Mi   | Do   | Fr   | Sa   | So   |
| ---- | ---- | ---- | ---- | ---- | ---- | ---- | ---- |
| 22   |      |      |      |      | 1    | 2    | 3    |
| 23   | 4    | 5    | 6    | 7    | 8    | 9    | 10   |
| 24   | 11   | 12   | 13   | 14   | 15   | 16   | 17   |
| 25   | 18   | 19   | 20   | 21   | 22   | 23   | 24   |
| 26   | 25   | 26   | 27   | 28   | 29   | 30   |      |

| Juli | Juli | Juli | Juli | Juli | Juli | Juli | Juli |
| Kw   | Mo   | Di   | Mi   | Do   | Fr   | Sa   | So   |
| ---- | ---- | ---- | ---- | ---- | ---- | ---- | ---- |
| 26   |      |      |      |      |      |      | 1    |
| 27   | 2    | 3    | 4    | 5    | 6    | 7    | 8    |
| 28   | 9    | 10   | 11   | 12   | 13   | 14   | 15   |
| 29   | 16   | 17   | 18   | 19   | 20   | 21   | 22   |
| 30   | 23   | 24   | 25   | 26   | 27   | 28   | 29   |
| 31   | 30   | 31   |      |      |      |      |      |

| August | August | August | August | August | August | August | August |
| Kw     | Mo     | Di     | Mi     | Do     | Fr     | Sa     | So     |
| ------ | ------ | ------ | ------ | ------ | ------ | ------ | ------ |
| 31     |        |        | 1      | 2      | 3      | 4      | 5      |
| 32     | 6      | 7      | 8      | 9      | 10     | 11     | 12     |
| 33     | 13     | 14     | 15     | 16     | 17     | 18     | 19     |
| 34     | 20     | 21     | 22     | 23     | 24     | 25     | 26     |
| 35     | 27     | 28     | 29     | 30     | 31     |        |        |

| September | September | September | September | September | September | September | September |
| Kw        | Mo        | Di        | Mi        | Do        | Fr        | Sa        | So        |
| --------- | --------- | --------- | --------- | --------- | --------- | --------- | --------- |
| 35        |           |           |           |           |           | 1         | 2         |
| 36        | 3         | 4         | 5         | 6         | 7         | 8         | 9         |
| 37        | 10        | 11        | 12        | 13        | 14        | 15        | 16        |
| 38        | 17        | 18        | 19        | 20        | 21        | 22        | 23        |
| 39        | 24        | 25        | 26        | 27        | 28        | 29        | 30        |

| Oktober | Oktober | Oktober | Oktober | Oktober | Oktober | Oktober | Oktober |
| Kw      | Mo      | Di      | Mi      | Do      | Fr      | Sa      | So      |
| ------- | ------- | ------- | ------- | ------- | ------- | ------- | ------- |
| 40      | 1       | 2       | 3       | 4       | 5       | 6       | 7       |
| 41      | 8       | 9       | 10      | 11      | 12      | 13      | 14      |
| 42      | 15      | 16      | 17      | 18      | 19      | 20      | 21      |
| 43      | 22      | 23      | 24      | 25      | 26      | 27      | 28      |
| 44      | 29      | 30      | 31      |         |         |         |         |

| November | November | November | November | November | November | November | November |
| Kw       | Mo       | Di       | Mi       | Do       | Fr       | Sa       | So       |
| -------- | -------- | -------- | -------- | -------- | -------- | -------- | -------- |
| 44       |          |          |          | 1        | 2        | 3        | 4        |
| 45       | 5        | 6        | 7        | 8        | 9        | 10       | 11       |
| 46       | 12       | 13       | 14       | 15       | 16       | 17       | 18       |
| 47       | 19       | 20       | 21       | 22       | 23       | 24       | 25       |
| 48       | 26       | 27       | 28       | 29       | 30       |          |          |

| Dezember | Dezember | Dezember | Dezember | Dezember | Dezember | Dezember | Dezember |
| Kw       | Mo       | Di       | Mi       | Do       | Fr       | Sa       | So       |
| -------- | -------- | -------- | -------- | -------- | -------- | -------- | -------- |
| 48       |          |          |          |          |          | 1        | 2        |
| 49       | 3        | 4        | 5        | 6        | 7        | 8        | 9        |
| 50       | 10       | 11       | 12       | 13       | 14       | 15       | 16       |
| 51       | 17       | 18       | 19       | 20       | 21       | 22       | 23       |
| 52       | 24       | 25       | 26       | 27       | 28       | 29       | 30       |
| 1        | 31       |          |          |          |          |          |          |

## Ereignisse

### Politik und Weltgeschehen

#### Siebenjähriger Krieg in Europa
- Durch den hohen Blutzoll der vorherigen Kriegsjahre ist Preußen im Siebenjährigen Krieg zu offensiven Aktionen nicht mehr in der Lage, vielmehr hat es mit Angriffen auf das preußische Kernland zu kämpfen. Erneut versuchen die Russen unter Pjotr Semjonowitsch Saltykow und Österreicher unter Leopold Joseph Graf Daun eine Vereinigung ihrer Truppen zu erreichen, um Friedrich gemeinsam zu schlagen.

Schlacht bei Bergen

- 13. April: In der Schlacht bei Bergen besiegen die französischen Truppen unter Victor-François de Broglie die mit Preußen verbündeten alliierten Truppen aus Braunschweig-Lüneburg, Braunschweig-Wolfenbüttel, Großbritannien und Hessen-Kassel unter dem Kommando von Ferdinand von Braunschweig-Wolfenbüttel. Sie haben dabei aber schwere Verluste von fast 4.000 Mann zu verzeichnen.
- 23. Juli: Die Preußen unter Carl Heinrich von Wedel werden von den Russen unter Pjotr Semjonowitsch Saltykow in der Schlacht bei Kay vernichtend geschlagen. Die neue Lage nutzt der österreichische Feldherr Gideon Ernst von Laudon aus, um die preußischen Stellungen zu umgehen und am 29. Juli Verbindung mit der russischen Armee herzustellen. Friedrich II. übergibt daraufhin seinem Bruder Heinrich den Oberbefehl gegen die Truppen Dauns. Mit den übrigen Truppen rückt er gegen Kunersdorf vor.
- Juli: Russische Einheiten besetzen unter Graf Saltykow die Stadt Frankfurt an der Oder.

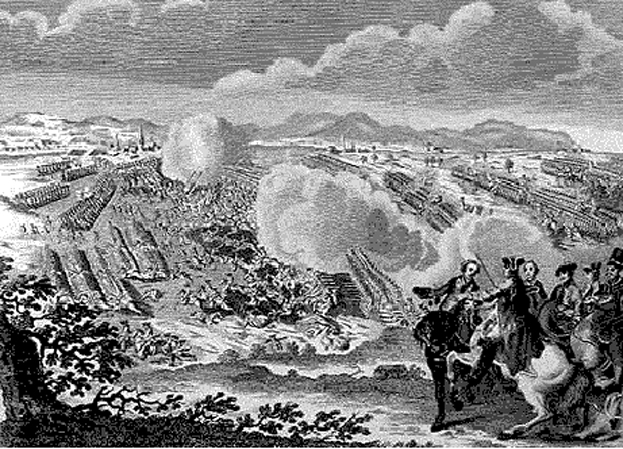
Schlacht bei Minden

- 1. August: Die Verbündeten Großbritannien, Hannover und Preußen unter dem Oberbefehl von Ferdinand von Braunschweig-Wolfenbüttel besiegen Frankreich und das Kurfürstentum Sachsen unter Louis-Georges-Erasme de Contades in der Schlacht bei Minden. Eine Verfolgung des schwer geschlagenen Feindes, der sich auf Umwegen nach Kassel zurückzieht, unterlassen die siegreichen Alliierten jedoch. Am gleichen Tag siegen die Preußen auch im Gefecht bei Gohfeld.

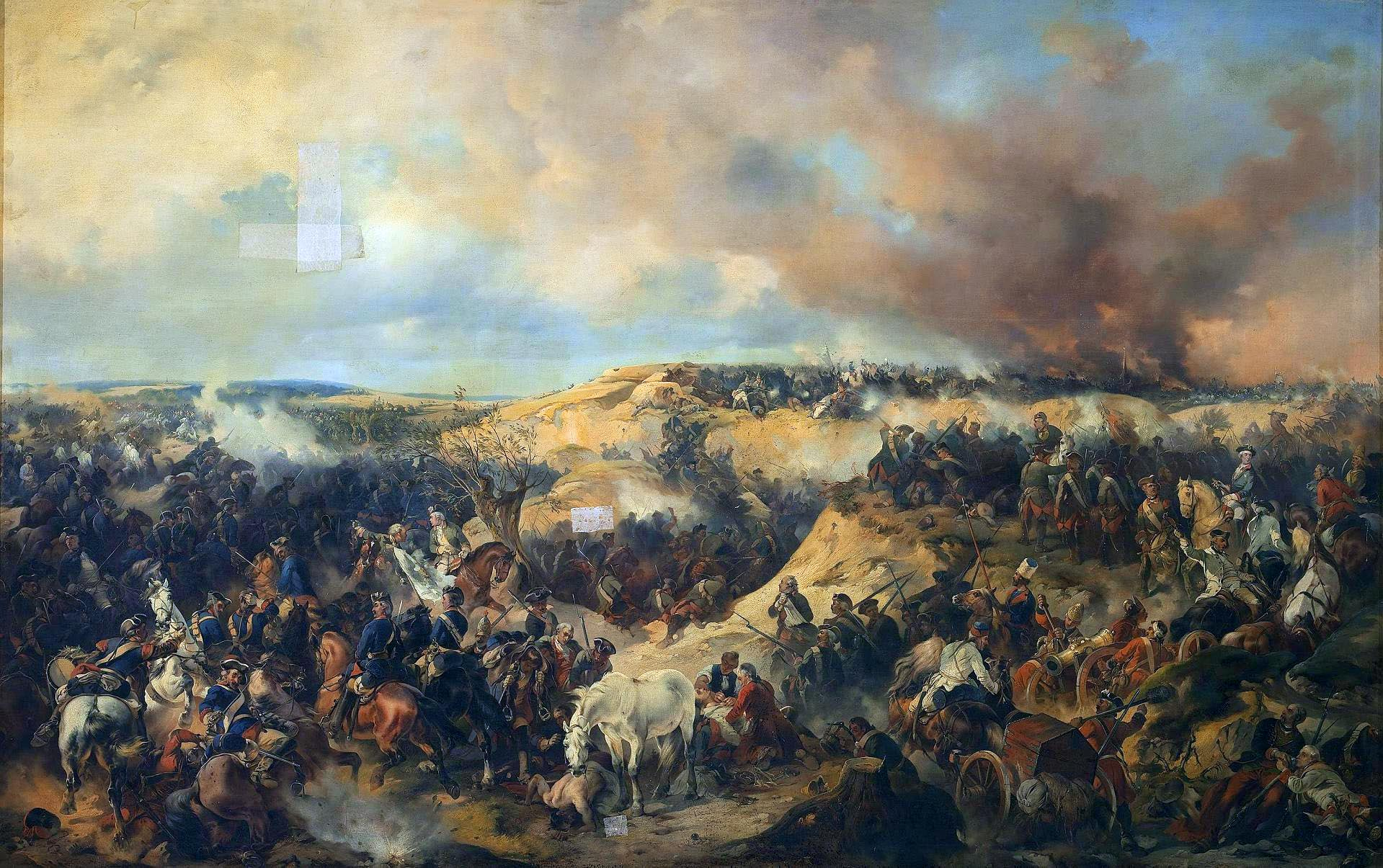
Schlacht bei Kunersdorf

- 12. August: Friedrich II. wird in der Schlacht von Kunersdorf von österreichischen und russischen Verbänden unter der Leitung von Saltykow und dem livländischen General Freiherr von Laudon schwer geschlagen. Russen und Österreichern steht der Weg nach Berlin offen. Ihre Uneinigkeit zum weiteren Vorrücken lässt Friedrich den Großen vier Tage später vom Mirakel des Hauses Brandenburg reden.

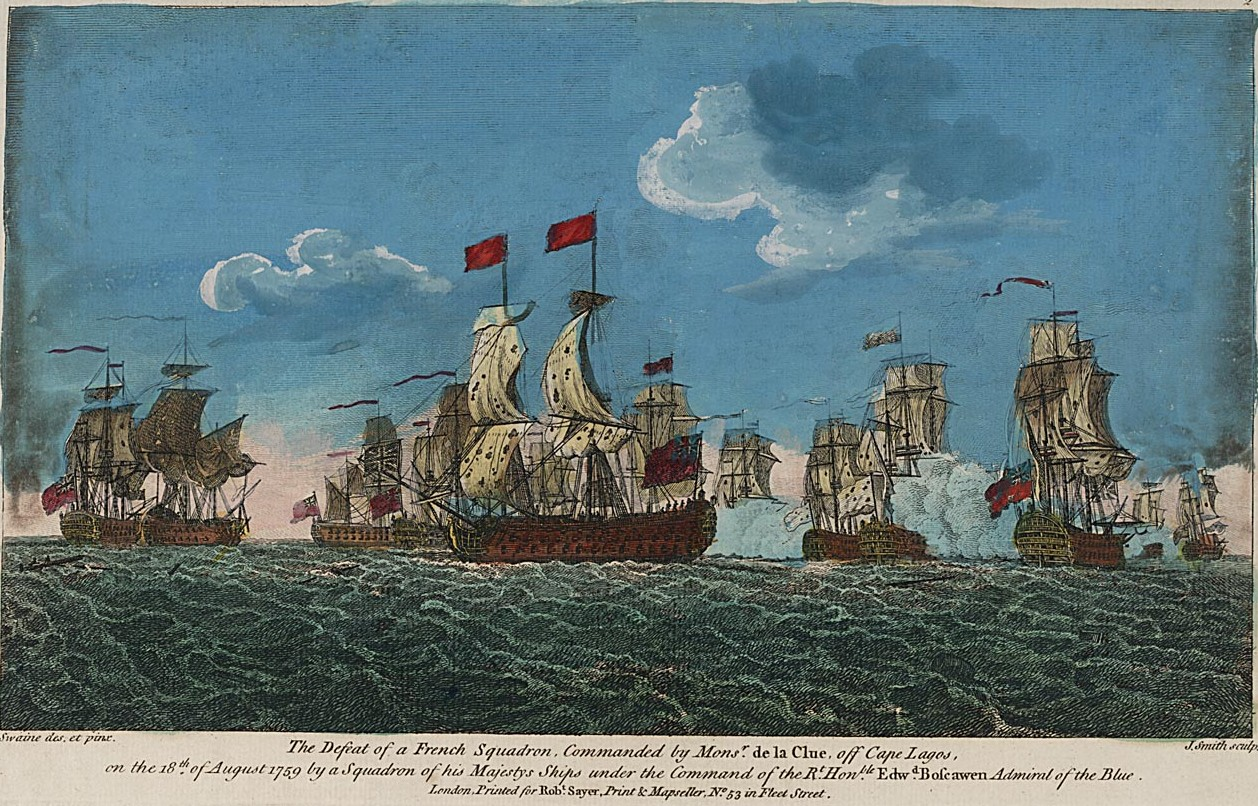
Die Schlacht von Lagos

- 18. August: Die französische Mittelmeerflotte wird durch den britischen Sieg in der Seeschlacht bei Lagos nahezu vollkommen vernichtet.
- 5. September: Nach drei Jahren preußischer Besetzung kapitulieren die Truppen Friedrichs II. in Dresden und übergeben Kursachsens Hauptstadt der Reichsarmee.
- 10. September: Im Stettiner Haff verliert Preußen im Siebenjährigen Krieg die erste Seeschlacht gegen eine überlegene schwedische Flotte.
- 25. September: Im Siebenjährigen Krieg gewinnt das preußische Heer die Schlacht von Hoyerswerda gegen die österreichischen Truppen.
- 20. November: Die Österreicher unter Leopold Joseph Graf Daun gewinnen das Gefecht von Maxen über preußische Truppen unter General Friedrich August von Finck und nehmen am nächsten Tag die Kapitulation von 12.500 Mann preußischer Truppen entgegen. (genannt „Finckenfang“)

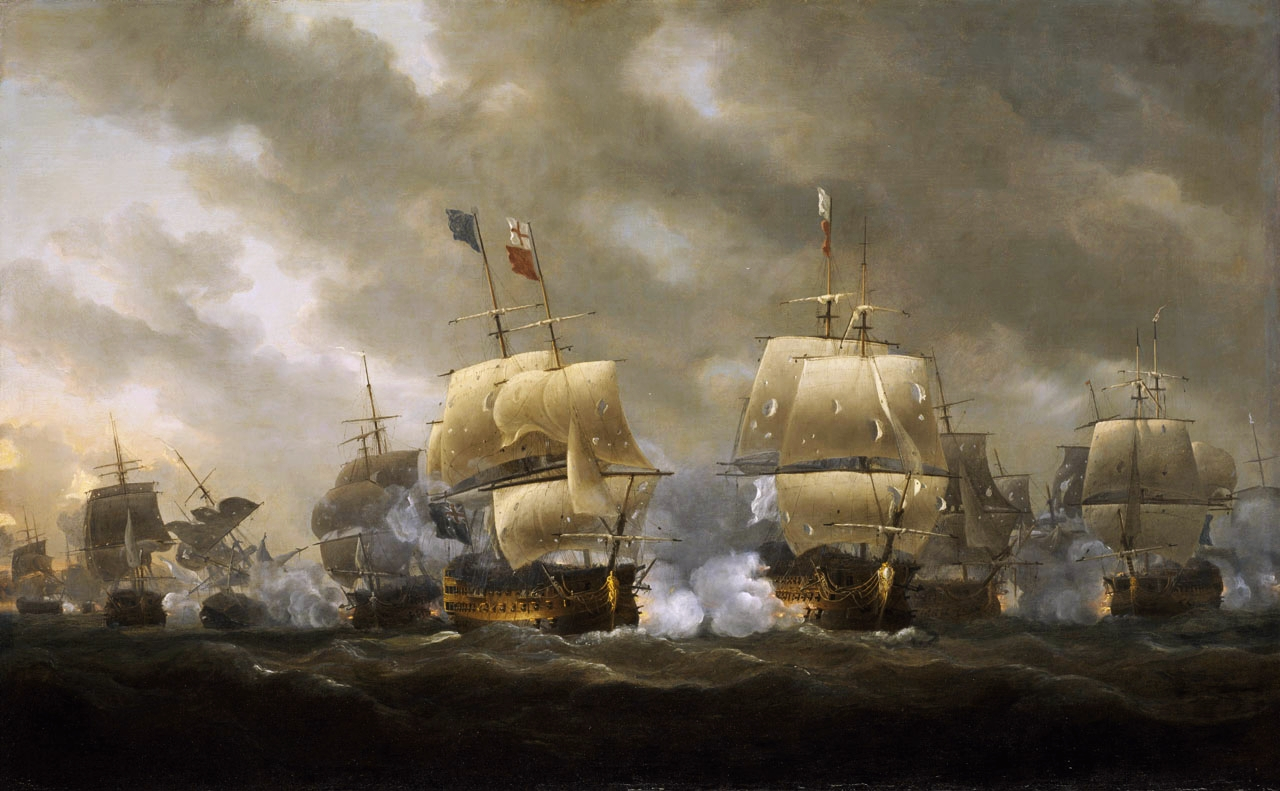
Schlacht in der Quiberon Bay, Historiengemälde, 1812

- 20. November: In der Seeschlacht in der Bucht von Quiberon gelingt einem britischen Geschwader ein entscheidender Sieg gegenüber einem Pulk französischer Linienschiffe. Die französische Flotte kann sich von dieser Niederlage bis Kriegsende nicht mehr erholen.
- 4. Dezember: Schlacht von Meißen
- Herzog Carl Eugen von Württemberg stiftet den Militär-Carls-Orden für herausragende Verdienste im Siebenjährigen Krieg.

#### Der Krieg in den Kolonien
- 23. April: Die Briten gelangen im Siebenjährigen Krieg in den Besitz der Insel Guadeloupe. Auf der zuvor französischen Kolonie werden Zuckerrohr und Kaffee angebaut. Mit dem Pariser Frieden 1763 erhalten die Franzosen Guadeloupe wieder zurück.

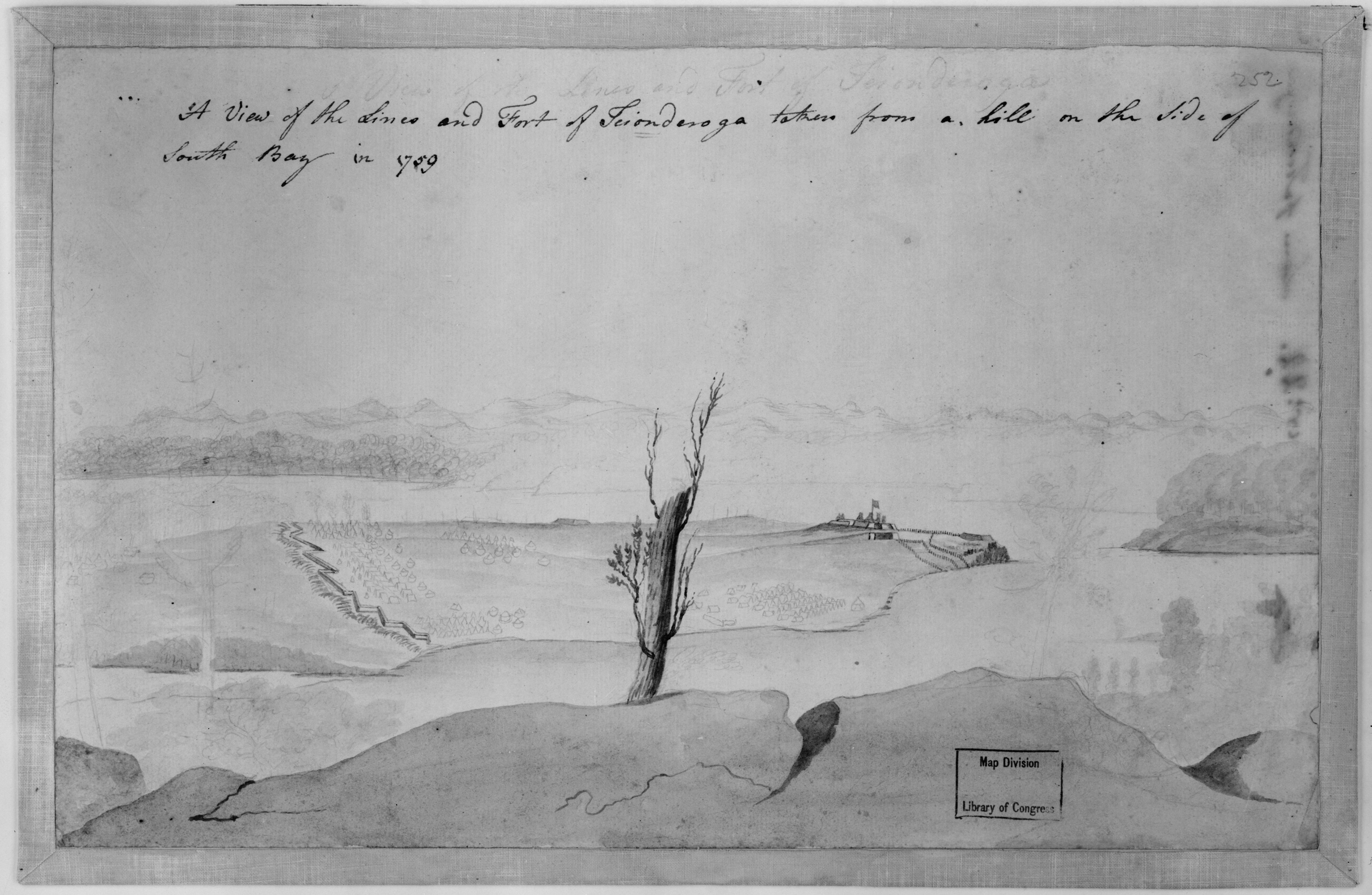
Fort Ticonderoga 1759

- 25. Juni: Die Briten besetzen das von den Franzosen geräumte Fort Ticonderoga am Lake George.

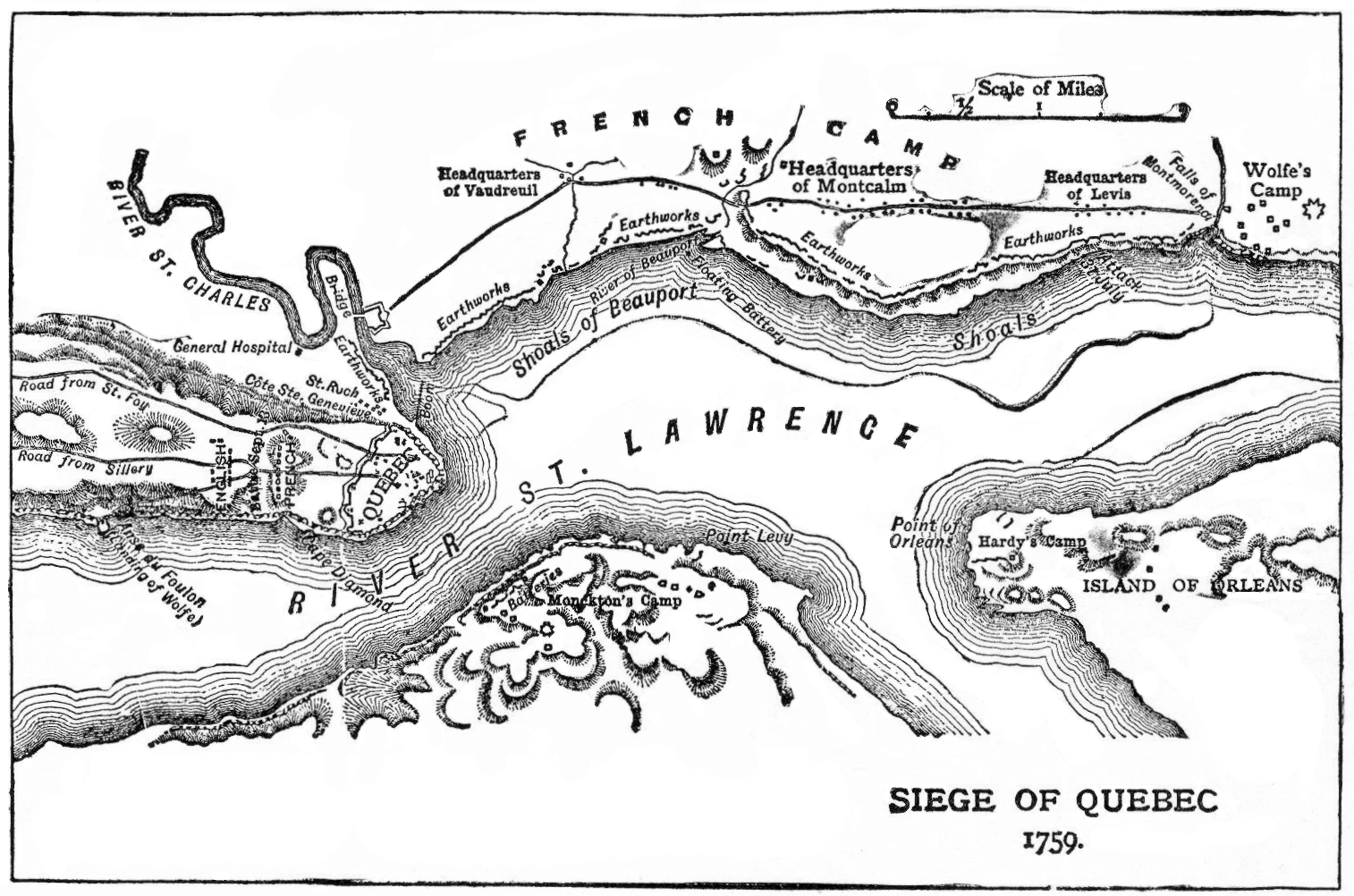
Belagerung von Québec

- 26. Juni: Im Siebenjährigen Krieg landen britische Truppen auf der Île d’Orléans. Unter dem Kommando von James Wolfe beginnt sodann in Neufrankreich die Belagerung von Québec, die bis zur Schlacht auf der Abraham-Ebene im September anhalten wird.
- 24. Juli: Ein französischer Versuch, den britischen Belagerungsring um Fort Niagara am Ontariosee zu durchbrechen, scheitert mit der vernichtenden Niederlage in der Schlacht bei La Belle Famille.
- 25. Juli: Die französische Garnison von Fort Niagara kapituliert vor den Briten. Zeitgleich verlieren die Franzosen auch die Schlacht von Ticonderoga.
- 9. August: François-Gaston de Lévis wird von General Louis-Joseph de Montcalm von Québec nach Montreal entsandt, um die dortigen Verteidigungsmaßnahmen zu organisieren.

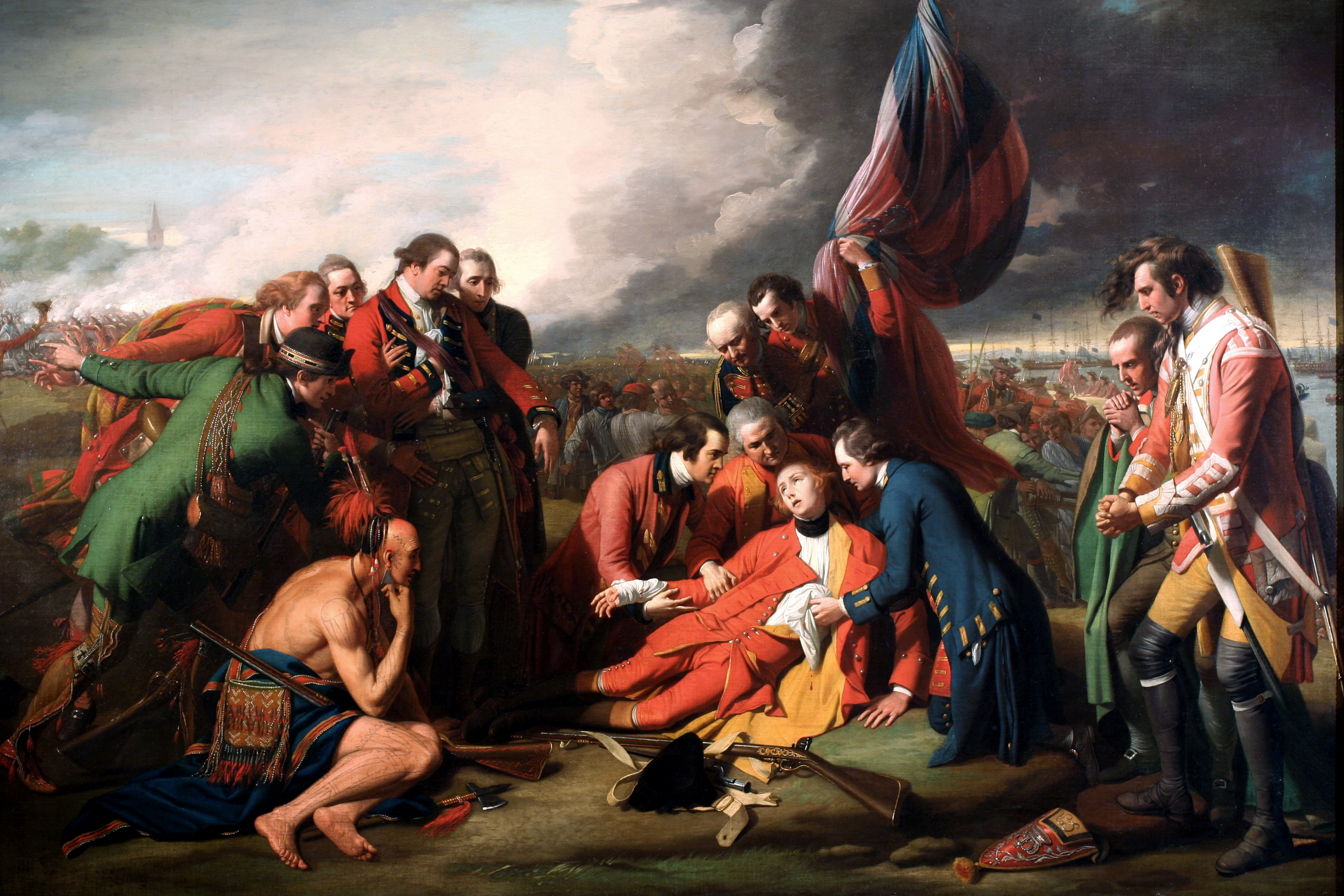
Schlacht auf der Abraham-Ebene – Der Tod von General Wolfe

- 13. September: Die Briten unter James Wolfe besiegen in der Schlacht auf der Abraham-Ebene die Franzosen unter Louis-Joseph de Montcalm und schaffen damit die Voraussetzung für die Eroberung von Québec. Beide Heerführer kommen in der Schlacht ums Leben.
- 18. September: Die französische Garnison von Québec kapituliert vor den Briten. Der neue Oberbefehlshaber François-Gaston de Lévis kann nur noch den Rückzug der geschlagenen Truppen nach Montreal koordinieren.

#### Spanien / Königreich Sizilien

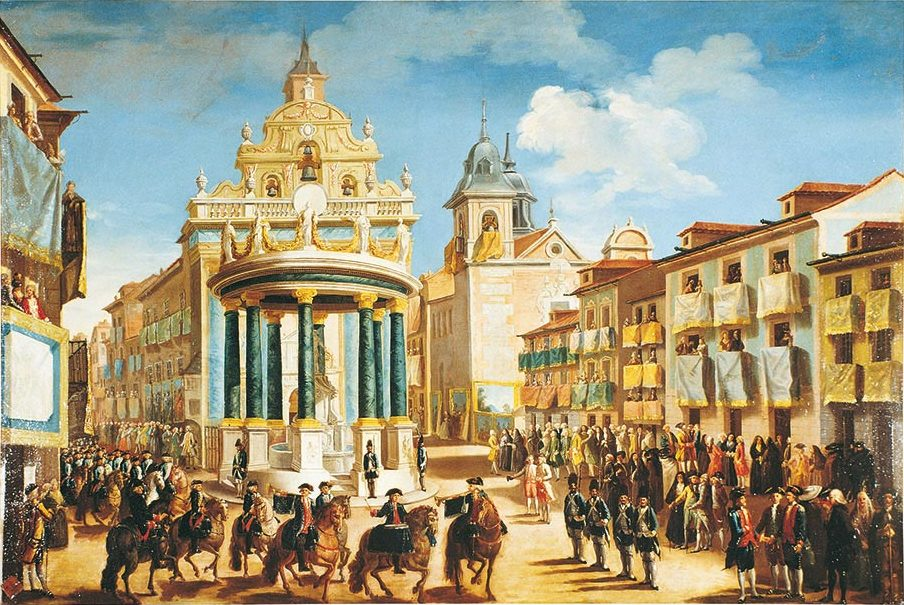
Die Ankunft Karls III. in Madrid

- 10. August: Nach dem Tod des spanischen Königs Ferdinand VI. folgt ihm sein Halbbruder Karl III. auf den Thron. Im Königreich Sizilien, wo er zuvor als Karl IV. regiert hat, übernimmt an seiner Stelle sein Sohn Ferdinand die Regentschaft. Der aufgeklärt absolutistische Monarch Karl III. setzt die von der französischen Aufklärung beeinflusste Reformpolitik fort und beginnt damit, die Staatsfinanzen zu sanieren und den Einfluss von Kirche und Hochadel zurückzudrängen.

#### Portugal
- 12. Januar: Im Prozess um das im Vorjahr auf König José I. von Portugal verübte Attentat werden José de Mascarenhas da Silva e Lencastre, Herzog von Aveiro und fünf weitere Mitangeklagte schuldig gesprochen und am nächsten Tag öffentlich zu Tode gefoltert. Der Titel des Herzogs von Aveiro erlischt. Anschließend wird die Asche aller Hingerichteten ins Meer geworfen. Die Paläste der adeligen Beteiligten werden geschleift, ihre Güter eingezogen und ihre Namen getilgt. Viele nahe und entfernte Verwandte der Hingerichteten müssen noch eine Zeitlang im Gefängnis verbringen. Die tatsächliche Schuld oder Unschuld der unter Joseph I. Verurteilten ist bis heute ungeklärt.
- 19. Januar: Ein königliches Dekret ordnet die Beschlagnahme des Vermögens des Jesuitenordens wegen seiner angeblichen Beteiligung an dem Attentat an. Verboten werden den Jesuiten das Verlassen ihrer Wohnungen und Kontakte mit Weltlichen.
- 3. September: In Portugal und seinen Besitzungen lässt Premierminister Sebastião José de Carvalho e Melo, Marquês de Pombal, den Jesuitenorden verbieten. Alle Jesuiten müssen im Oktober das Land verlassen. Die meisten gehen in den Kirchenstaat. Jesuiten der portugiesischen Kolonien werden vorläufig dort interniert.

#### Timor
- Vicento Ferreira de Carvalho, Gouverneur von Portugiesisch-Timor, der von der Cailaco-Rebellion in seiner Kolonie schwer bedrängt ist, verkauft die Exklave Lifau im Westteil der Insel eigenmächtig an die Niederländische Ostindien-Kompanie.
- Sebastião de Azevedo e Brito wird neuer Gouverneur von Portugiesisch-Timor.

#### Asien

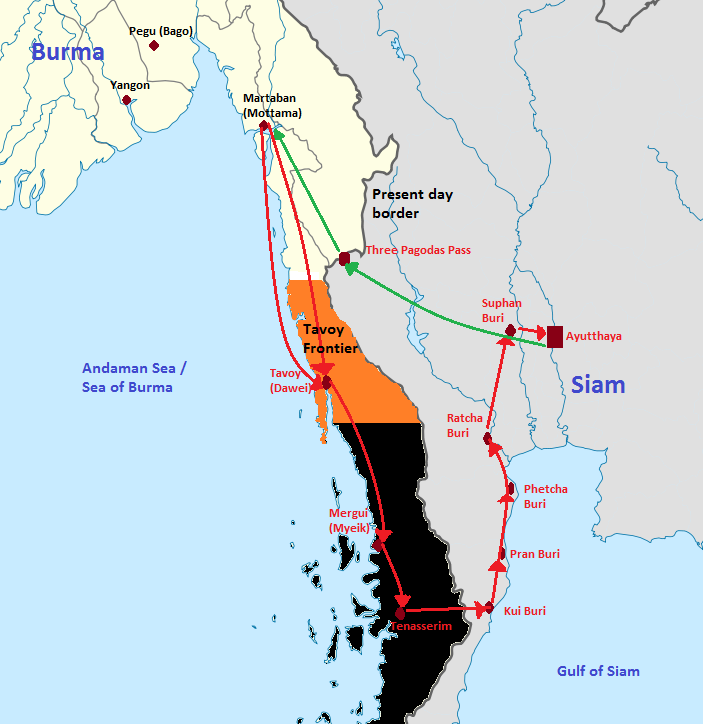
Kriegsverlauf 1759–1760 (Bewegung der birmanischen Truppen in rot, die der Siamesen in grün)

- 20. September: Der Siamesisch-Birmanische Krieg 1759–1760 zwischen dem Birma der Konbaung-Dynastie unter König Alaungpaya und dem Königreich Ayutthaya unter Ekathat beginnt. Den Birmanen gelingt ein rascher Vormarsch durch das siamesische Königreich und sie erobern zahlreiche Städte auf dem Weg in Richtung Hauptstadt.
- Das Kaiserreich China zerschlägt nach langen Kämpfen das Reich der Oiraten und gliedert die Dsungarei in sein Reich ein.

### Wirtschaft
- Die Brüder Johann Heinrich Gravenhorst und Christoph Julius Gravenhorst gründen die Chemische Fabrik Gebrüder Gravenhorst.

### Wissenschaft und Technik
Zwischen Februar und Dezember veröffentlicht der schottische Philosoph und Physiker Robert Symmer in der von der Royal Society herausgegebenen Fachzeitschrift Philosophical Transactions of the Royal Society in der Abhandlung mit dem Titel New Experiments and Observations concerning Electricity in vier Teilen seine chiliastische Theorie der Elektrizität mit der Fluidumshypothese.
Kurfürst Maximilian III. Joseph gründet die Bayerische Akademie der Wissenschaften. Graf Sigmund von Haimhausen wird Gründungspräsident der zunächst als Churbaierische Akademie bezeichneten Einrichtung.
Adam Smith veröffentlicht in London in zwei Bänden das philosophische Werk The Theory of Moral Sentiments (Theorie der ethischen Gefühle).

### Kultur
| Kultur                                                                     | Kultur |
| -------------------------------------------------------------------------- | ------ |
| - Spätbarock - Rokoko - Zopfstil - Aufklärung in der Literatur (seit 1720) |        |

#### Bildende Kunst

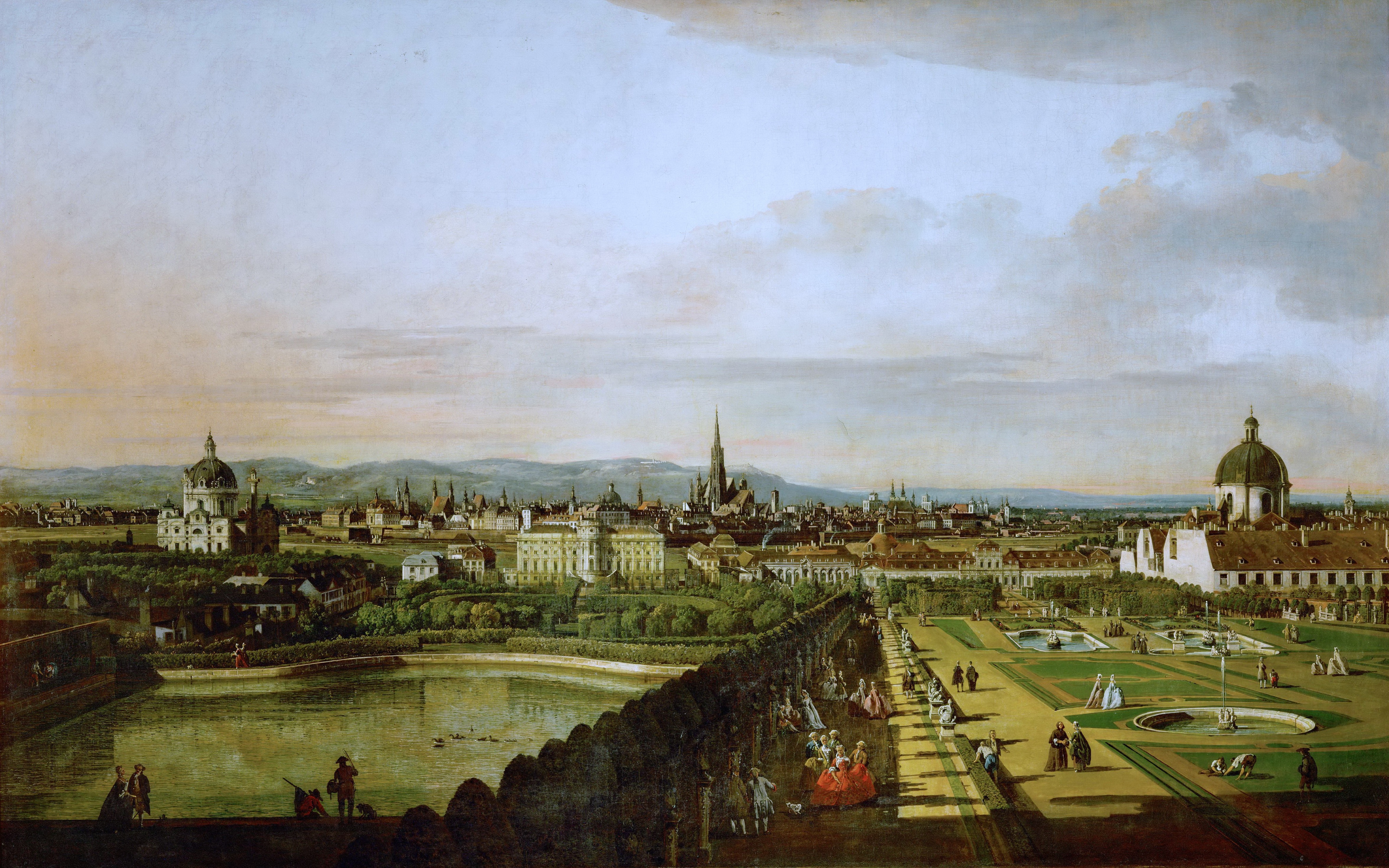
Canaletto: Wien, vom Belvedere aus gesehen

Nach einem erfolglosen Versuch, in Bayreuth Arbeit zu finden, kommt Bernardo Bellotto, genannt Canaletto im Jänner nach Wien, wo er zwei Jahre bleiben wird. In dieser Zeit entstehen insgesamt 13 Bilder: Vermutlich für den Kaiserhof werden sechs, als Pendants konzipierte, Wiener städtische Interieurs geschaffen, dazu zwei Ansichten von Schloss und Park Schönbrunn, ein Panorama der Stadt vom Belvedere und vier Ansichten von Schloss Hof.

#### Musik und Theater
- 5. November: Die Uraufführung des musikalischen Dramas Ippolito ed Aricia von Ignaz Holzbauer erfolgt in Mannheim.
- 24. November: in Wien findet die Uraufführung der Oper Der neue krumme Teufel von Joseph Haydn statt.
- um 1759: Joseph Haydn vollendet seine zweite Sinfonie.

#### Sonstiges

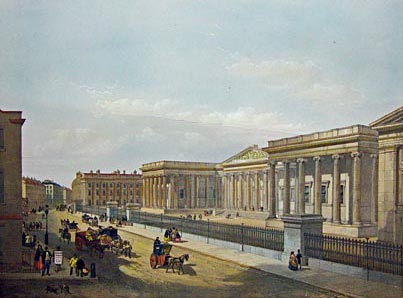
Eröffnung des British Museum (Darstellung von 1852)

- 15. Januar: Das British Museum im Londoner Stadtteil Bloomsbury wird eröffnet.

### Gesellschaft
- Im Kanton Bern werden die Ökonomische und Gemeinnützige Gesellschaft des Kantons Bern OGG sowie der Cercle de la Grande Société de Berne gegründet.

### Religion
- 7. September: Papst Clemens XIII. weist auf Gefahren hin, die durch Skandale und Korruption der Kirche drohen. In der Enzyklika Cum primum ermahnt der Papst Bischöfe und Priester zum Einhalten der kanonischen Rechte und Pflichten.
- 20. Dezember: Die Enzyklika Appetente sacro von Papst Clemens XIII. erläutert die geistigen Vorteile des Fastens.

### Sport
- Das Stroke Play im Golf wird in St Andrews erstmals urkundlich erwähnt.

## Geboren

### Erstes Quartal
- 01. Januar: Giuseppe Fossati, Tessiner Jurist und Übersetzer († 1810)
- 04. Januar: Christian Genersich, deutscher evangelischer Geistlicher und Heimatkundler († 1825)
- 05. Januar: Jacques Cathelineau, französischer Wollhändler und Anführer der Aufständischen in der Vendée († 1793)
- 06. Januar: Wilhelm Ludwig Steinbrenner, deutscher evangelischer Theologe († 1831)
- 15. Januar: Matsudaira Sadanobu, Daimyō des japanischen Fürstentums Shirakawa († 1829)
- 21. Januar: Caroline Adelheid Cornelia von Baudissin, deutsche Schriftstellerin († 1826)
- 25. Januar: Caroline von Bentheim-Steinfurt, deutsche Schriftstellerin († 1834)
- 25. Januar: Robert Burns, schottischer Schriftsteller und Poet († 1796)
- 26. Januar: Louis Auguste Curtat, Schweizer evangelischer Geistlicher und Politiker († 1832)
- 31. Januar: François Devienne, französischer Flötist († 1803)
- 01. Februar: Karl Friedrich Hensler, österreichischer Theaterdirektor († 1825)
- 03. Februar: Johann Maria Philipp Frimont von Palota, österreichischer Kavalleriegeneral († 1831)
- 11. Februar: John Pratt, 1. Marquess Camden, britischer Politiker († 1840)
- 15. Februar: Friedrich August Wolf, deutscher Altphilologe und Altertumswissenschaftler († 1824)
- 20. Februar: Johann Christian Reil, friesischer Arzt (Stadtphysikus) und Professor in Halle und Berlin († 1813)
- 21. Februar: Martin von Molitor, österreichischer Maler und Zeichner († 1812)
- 21. Februar: Ludovike Simanowiz, württembergische Malerin († 1827)
- 22. Februar: Claude-Jacques Lecourbe, französischer Offizier in diversen europäischen Armeen († 1815)
- 24. Februar: Jean-Jacques Dony, Lütticher Erfinder und Unternehmer († 1819)
- 24. Februar: Adrien Duport, französischer Politiker († 1798)
- 28. Februar: Timoteo Maria Ascensi, italienischer Bischof († 1828)
- 02. März: Jean Baptiste Audebert, französischer Naturforscher und Maler († 1800)
- 02. März: Friedrich Haeffner, schwedischer Komponist († 1833)
- 06. März: Johanna Dorothea Stock, deutsche Malerin, Zeichnerin und Kopistin († 1832)
- 09. März: William Jackson, US-amerikanischer Jurist († 1828)
- 20. März: Francis Malbone, US-amerikanischer Politiker († 1809)
- 22. März: Hedwig von Schleswig-Holstein-Gottorf, Königin von Schweden und Norwegen († 1818)
- 30. März: Philipp Heinrich Bürgy, deutscher Orgelbauer († 1824)

### Zweites Quartal
- 01. April: José de Bustamante y Guerra, spanischer Politiker und Seefahrer († 1825)
- 13. April: Antoni Angelowicz, ukrainischer Theologe († 1814)
- 13. April: Maximilian von Sachsen, sächsischer Thronfolger († 1838)
- 15. April: Johanna Catharina Höhn, deutsche Magd und Kindsmörderin († 1783)
- 15. April: Carl Leberecht Meßow, deutscher evangelischer Geistlicher († 1825)
- 18. April: Jacques Widerkehr, französischer Komponist und Cellist († 1823)
- 19. April: August Wilhelm Iffland, deutscher Schauspieler, Theaterdirektor und Dramatiker († 1814)
- 24. April: Georg Christian Carl Henschel, deutscher Unternehmer († 1835)
- 24. April: Anton Joseph Stein, österreichischer Pädagoge und Philologe († 1844)
- 27. April: Mary Wollstonecraft, irisch-englische Schriftstellerin, Übersetzerin, Philosophin und Frauenrechtlerin († 1797)

- 02. Mai: Karl Christian Palmer, deutscher evangelischer Theologe († 1838)
- 06. Mai: Josef Karel Ambrož, böhmischer Tenor und Komponist († 1822)
- 06. Mai: François Guillaume Jean Stanislas Andrieux, französischer Gelehrter, Dichter und Jurist († 1833)
- 11. Mai: Hieronim Wincenty Radziwiłł, polnisch-litauischer Adeliger († 1786)
- 14. Mai: Alois I., Fürst von Liechtenstein († 1805)
- 15. Mai: Maria Theresia Paradis, österreichische Pianistin, Sängerin, Komponistin und Musikpädagogin († 1824)
- 17. Mai: John Francis Mercer, US-amerikanischer Politiker († 1821)
- 20. Mai: William Thornton, britisch-US-amerikanischer Architekt und Erfinder († 1828)
- 21. Mai: Joseph Fouché, französischer Politiker und Polizeiminister († 1820)
- 24. Mai: Wilhelm Friedrich Ernst Bach, deutscher Komponist († 1845)
- 25. Mai: Franz Paul von Herbert, österreichischer Kunstmäzen und Vertreter der Aufklärung († 1811)
- 28. Mai: William Pitt der Jüngere, Premierminister von Großbritannien († 1806)
- 30. Mai: Johann Friedrich Wilhelm Koch, deutscher evangelischer Geistlicher und Botaniker († 1831)

- 04. Juni: Maria Rosa Coccia, römische Komponistin († 1833)
- 10. Juni: Isaak Löw Hofmann, österreichischer Kaufmann († 1849)
- 19. Juni: Pierre Quantin, französischer General († 1824)
- 21. Juni: Alexander J. Dallas, US-amerikanischer Politiker († 1817)
- 24. Juni: Jean Jacques Antoine Caussin de Perceval, französischer Orientalist († 1835)
- 24. Juni: John Parker, US-amerikanischer Politiker († 1832)
- 25. Juni: William Plumer, US-amerikanischer Politiker († 1850)
- 27. Juni: Aloys Hirt, deutscher Archäologe († 1837)
- 27. Juni: Johann Gottfried Rohlfs, deutscher Orgelbauer († 1847)

### Drittes Quartal
- 07. Juli: Isabella Seymour-Conway, britische Adlige und Mätresse von König George IV. († 1834)
- 10. Juli: Pierre-Joseph Redouté, französischer Maler († 1840)
- 19. Juli: Marianne Auenbrugger, österreichische Pianistin und Komponistin († 1782)
- 22. Juli: Carl Gottfried Theodor Chladenius, deutscher Jurist und Bürgermeister († 1837)

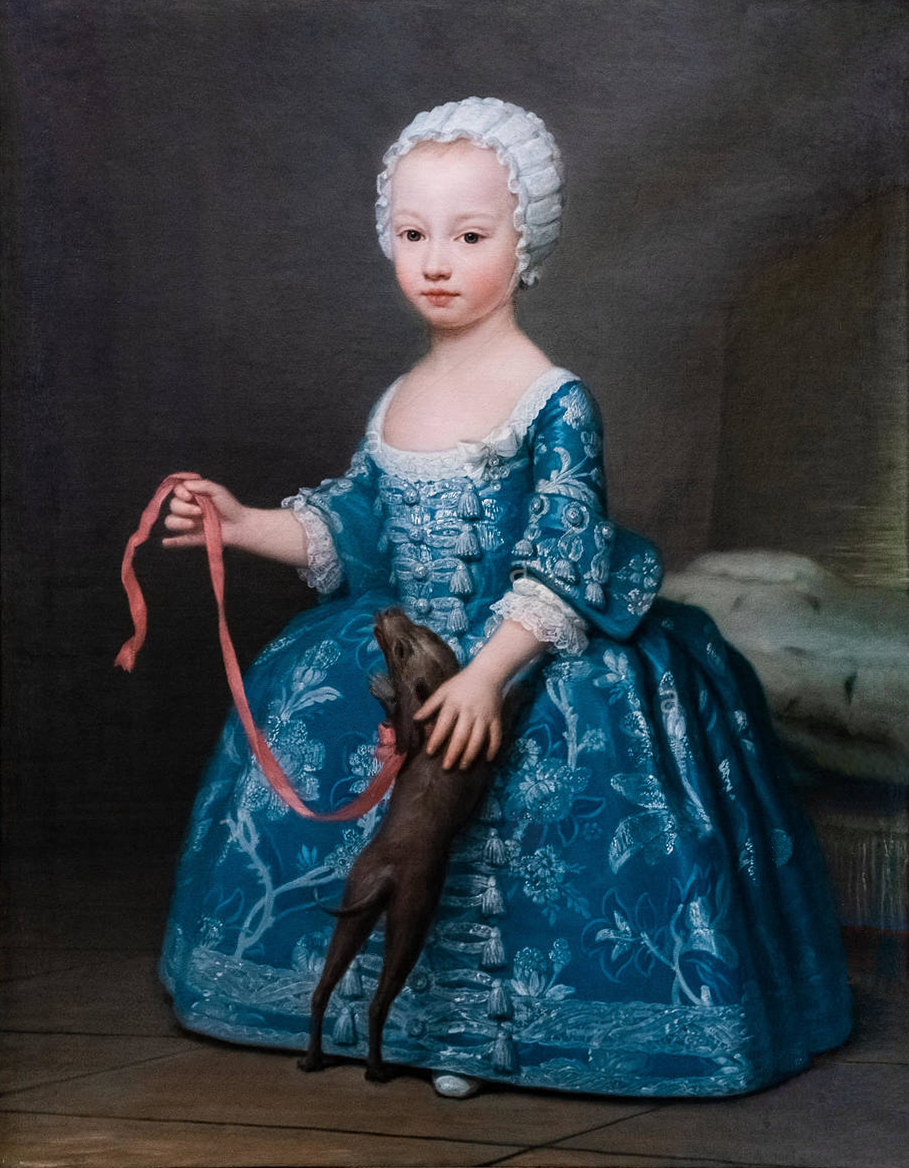
Viktor Emanuel I. als Kind

- 24. Juli: Viktor Emanuel I., König von Sardinien-Piemont und Herzog von Savoyen († 1824)
- 29. Juli: Rosa Dorothea Ritter, Mätresse des Landgrafen Wilhelm IX. von Hessen-Kassel († 1833)
- 30. Juli: Marianne Baumann, deutsche Schauspielerin († 1834)
- 09. August: Ernst Christoph Helle, deutscher Fabrikant und Kommunalpolitiker († 1826)

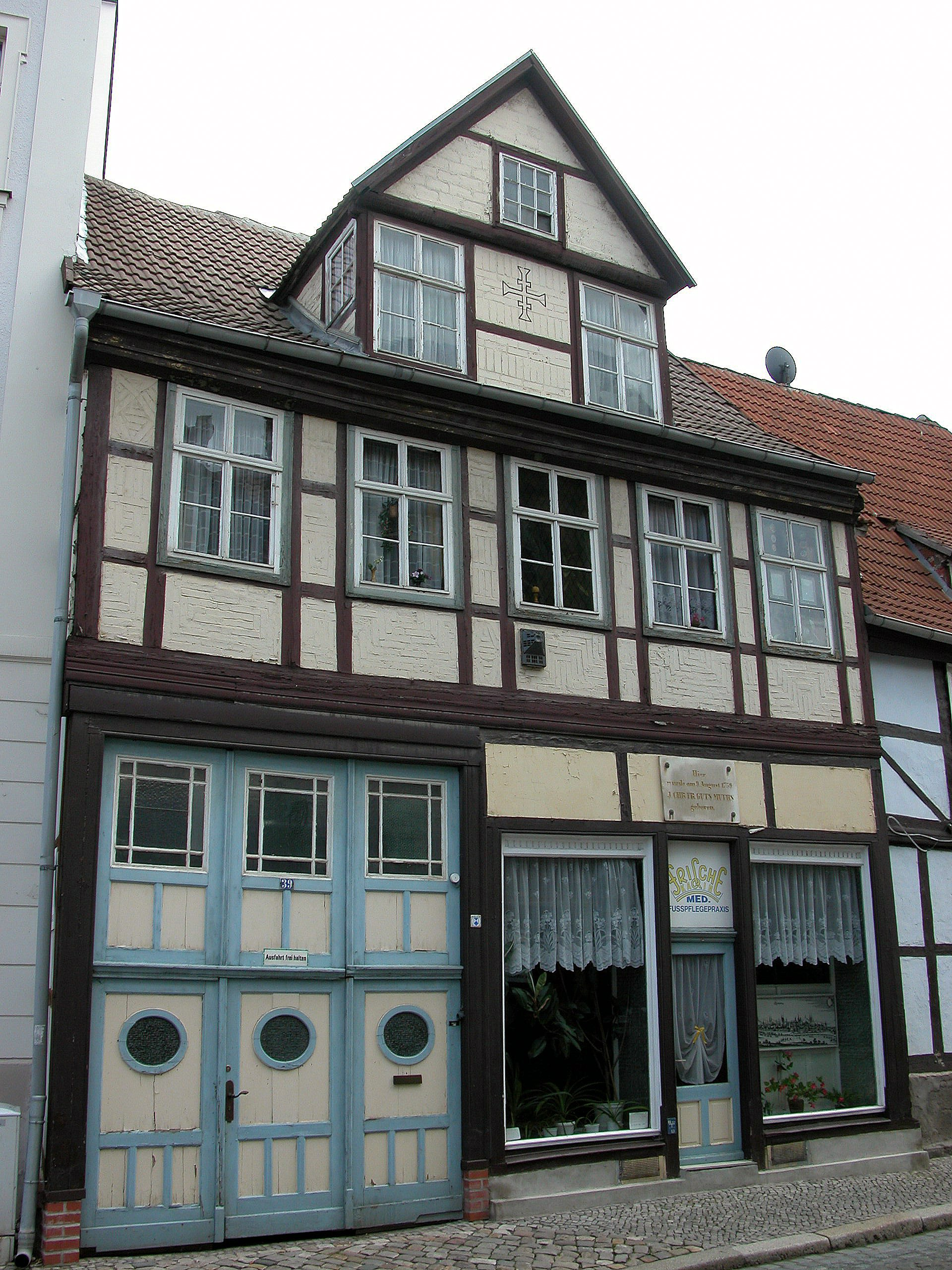
GutsMuths-Geburtshaus in Quedlinburg

- 09. August: Johann Christoph Friedrich GutsMuths, deutscher Pädagoge und Mitbegründer des Turnens († 1839)
- 15. August: Jean-Baptiste Jacques Augustin, französischer Maler († 1832)
- 16. August: Carl Frederik von Breda, schwedischer Maler († 1818)
- 24. August: William Wilberforce, britischer Parlamentarier und Gegner der Sklaverei († 1833)
- 12. September: Maximilian Josef Montgelas, bayerischer Minister († 1838)
- 15. September: Maximilian Friedrich Scheibler, deutscher Geistlicher († 1840)
- 19. September: Adriana Ferrarese del Bene, venezianische Opernsängerin († 1803)
- 19. September: William Kirby, englischer Pfarrer und Entomologe († 1850)
- 20. September: Marie-Jean Hérault de Séchelles, französischer Politiker während der Revolution († 1794)
- 21. September: Markus Vetsch, Werdenberger Freiheitskämpfer, Schweiz († 1813)
- 23. September: Marie Clothilde von Frankreich, Königin von Sardinien-Piemont († 1802)
- 26. September: Ludwig Yorck von Wartenburg, preußischer Feldmarschall († 1830)

### Viertes Quartal
- 05. Oktober: Johann Gottfried Jentzsch, deutscher Landschaftsmaler, Zeichner und Kupferstecher († 1826)
- 20. Oktober: Chauncey Goodrich, US-amerikanischer Politiker († 1815)
- 22. Oktober: Zacharias Barbitsiotis, griechischer Aufständischer und Anführer von Klephten († 1804)
- 22. Oktober: Louise d’Aumont Mazarin, Prinzessin von Monaco († 1826)
- 23. Oktober: Sivert Knudsen Aarflot, norwegischer Lehrer, Bauer, Naturforscher, Autor, Verleger, Buchdrucker und Lensmann († 1817)
- 25. Oktober: Sophie Dorothee von Württemberg, Zarin von Russland († 1828)
- 25. Oktober: William Wyndham Grenville, britischer Politiker und Premierminister († 1834)

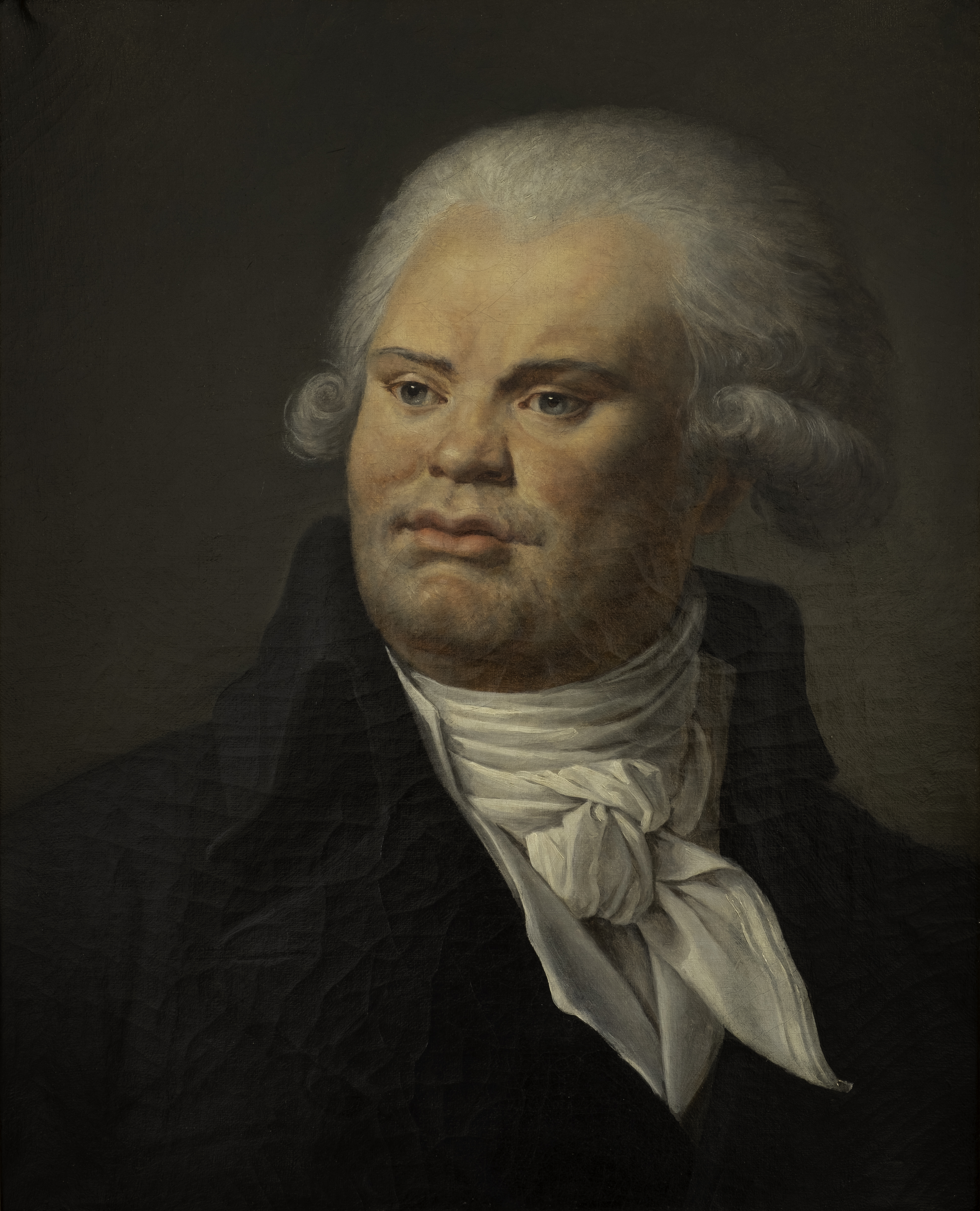
Georges Danton, 1792

- 26. Oktober: Georges Danton, Führer der französischen Revolution († 1794)
- 28. Oktober: Andrei Nikiforowitsch Woronichin, russischer Architekt, Bildhauer und Maler († 1814)
- 03. November: Giuseppe Gherardeschi, italienischer Komponist († 1815)
- 05. November: Simon Snyder, US-amerikanischer Politiker († 1819)
- 06. November: María Teresa de Vallabriga, spanische Adelige († 1820)
- 07. November: Jean Antoine Rossignol, General während der Französischen Revolution († 1802)

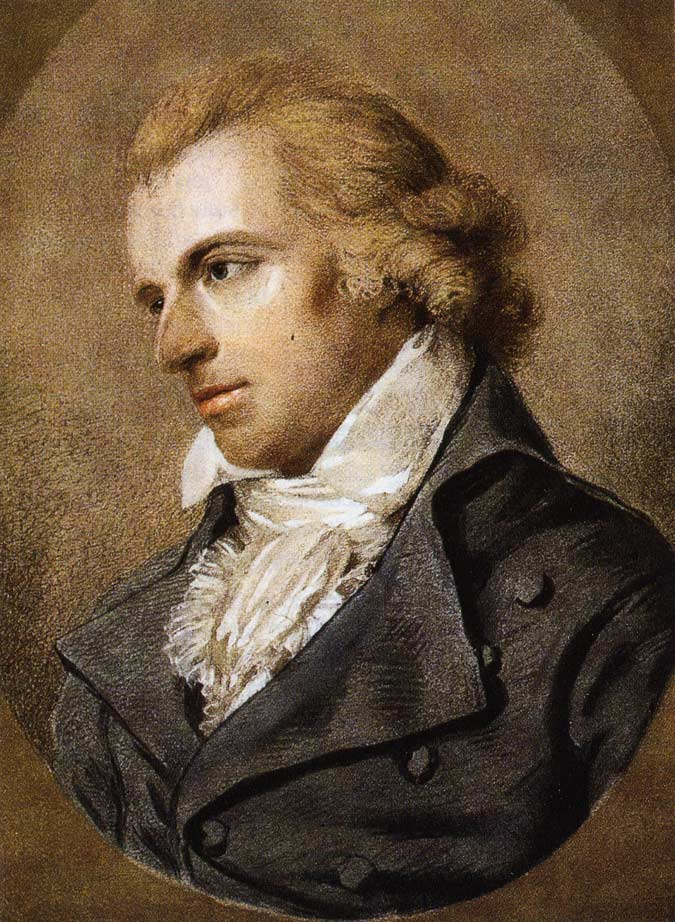
Friedrich Schiller, 1794

- 10. November: Friedrich Schiller, deutscher Dichter, Dramatiker und Historiker († 1805)
- 25. November: Rudolf Rebmann, Schweizer Landwirt und Politiker († 1837)
- 27. November: Franz Krommer, tschechischer Komponist († 1831)
- 29. November: Jeremiah Smith, US-amerikanischer Politiker († 1842)
- 08. Dezember: Gotthelf Ehrenfried Richter, preußischer Gutsbesitzer und Beamter († 1826)
- 26. Dezember: Johann Georg von Dillis, deutscher Maler († 1841)

### Genaues Geburtsdatum unbekannt
- Arabanoo, Aborigine († 1789)
- Luigi Arduino, italienischer Landwirt und Hochschullehrer († 1833)
- Marianne Böheim, deutsche Schauspielerin († 1824)
- Jacinto Caamaño, spanischer Seefahrer und Entdeckungsreisender († 1825)
- William Muspratt, britischer Seemann auf der Bounty († ~1793–1798)
- Johann Christoph Funck, deutscher Brauereibesitzer und Politiker († 1839)
- Sake Dean Mahomed, bengalischer Reisender und Autor († 1851)
- Juan Martínez de Rozas, chilenischer Politiker und Führer der Unabhängigkeitsbewegung († 1813)
- Karl Göldlin von Tiefenau, österreichischer Oberst und Ritter des Maria-Theresia-Ordens († 1826)
- James White, irischer Schriftsteller und Übersetzer († 1799)

## Gestorben

### Erstes Halbjahr
- 05. Januar: Thomas Philippe Wallrad d’Hénin-Liétard d’Alsace-Boussu de Chimay, Erzbischof von Mecheln (* 1679)
- 12. Januar: Anna von Großbritannien, Irland und Hannover, Princess Royal und Prinzessin von Oranien sowie Prinzregentin von Friesland (* 1709)
- 13. Januar: José de Mascarenhas da Silva e Lencastre, Herzog von Aveiro, portugiesischer Adeliger und angeblicher Verschwörer (* 1708)
- 13. Januar: Francisco de Assis de Távora, portugiesischer Generalleutnant, Vizekönig von Portugiesisch-Indien und angeblicher Verschwörer (* 1703)
- 16. Januar: Placidus Amon, österreichischer Benediktiner und Philologe (* 1700)
- 16. Januar: Johann Christoph von Buseck, Komtur des Deutschen Ordens (* 1687)
- 26. Januar: Johanna Katharina von Montfort, Fürstin und Regentin von Hohenzollern-Sigmaringen (* 1678)
- 03. Februar: Benjamin Lay, britischer Quäker, Abolitionist, Philanthrop und Schriftsteller (* 1682)
- 09. Februar: Louise Henriette de Bourbon-Conti, Herzogin von Chartres und Herzogin von Orléans (* 1726)
- 12. Februar: Muhammad I. ar-Rashid, Bey von Tunis (* 1710)
- 13. Februar: Christian Hauschild, deutscher evangelischer Theologe (* 1693)
- 22. Februar: George Burrington, britischer Kolonialgouverneur von North Carolina (* um 1682)
- 27. Februar: Jacob Theodor Klein, deutscher Wissenschaftler, Mathematiker und Diplomat (* 1685)
- 10. März: Nicolas de Saulx-Tavannes, französischer Kardinal und Erzbischof von Rouen (* 1690)
- 18. März: Nicolaus Jonas Sorber, deutscher Stück- und Glockengießer (* vor 1690)
- 19. März: Johann Heinrich Acker, deutscher Gymnasiallehrer, Philologe und Literaturhistoriker (* 1680)
- 21. März: Ernst Joachim Westphal, deutscher Verwaltungsjurist und Politiker (* 1700)
- 27. März: August Johann Rösel von Rosenhof, deutscher Naturforscher, Kupferstecher und Miniaturmaler (* 1705)
- 30. März: Johann von Wespien, deutscher Tuchfabrikant und Bürgermeister der Reichsstadt Aachen (* 1700)
- 06. April: Johann Gottfried Zinn, deutscher Mediziner und Botaniker (* 1727)
- 11. April: Heinrich Gottfried Haferung, deutscher lutherischer Theologe (* 1713)
- 13. April: Johann Casimir von Isenburg-Birstein, hessen-kasselscher Generalleutnant (* 1715)

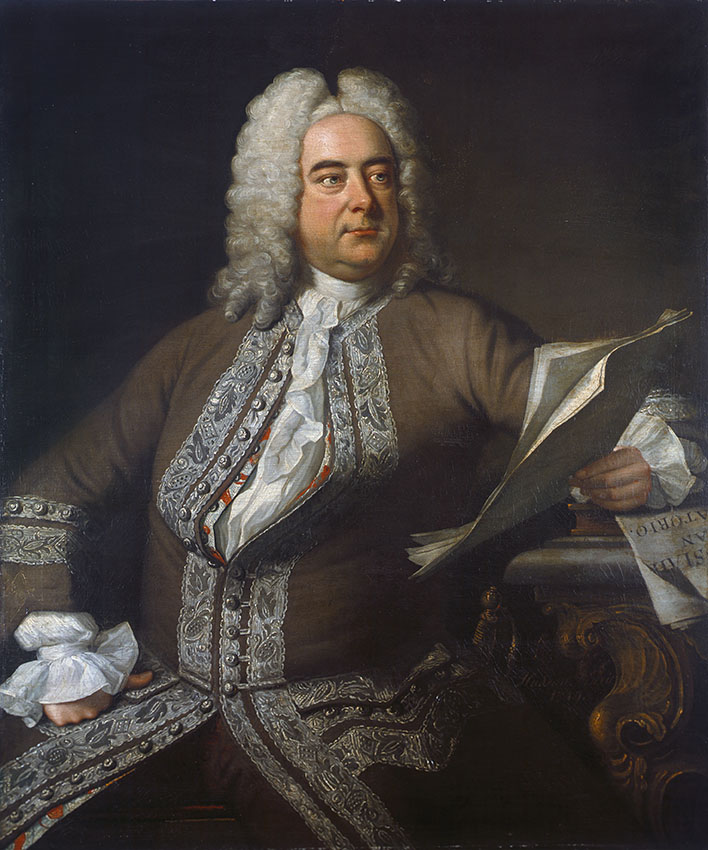
Georg Friedrich Händel

- 14. April: Georg Friedrich Händel, deutsch-britischer Komponist und Opernunternehmer (* 1685)
- 25. April: Georg Karl von Dyherrn, sächsischer Generalleutnant (* 1710)
- 30. April: Bernardo De Dominici, italienischer Maler und Kunsthistoriker (* 1683)
- 03. Mai: Christian Gottlieb Kluge der Ältere, deutscher evangelischer Theologe (* 1699)
- 05. Mai: Anton Dorazil, böhmischer Bildhauer (* um 1695)
- 12. Mai: Johann Michael Winterhalder, deutscher Bildhauer (* 1706)

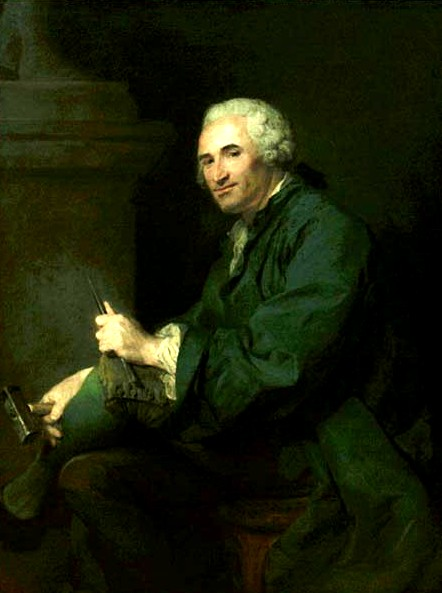
Lambert-Sigisbert Adam

- 13. Mai: Lambert-Sigisbert Adam, französischer Bildhauer (* 1700)
- 18. Mai: Johann Christian Schmidt, deutscher Bildhauer (* 1701)
- 22. Mai: Georg Anton Heintz, mährischer Bildhauer (* 1698)
- 10. Juni: Ludwig Friedrich, Prinz von Sachsen-Hildburghausen (* 1710)
- 12. Juni: William Collins, englischer Dichter (* 1721)
- 20. Juni: Moritz Adolf Karl von Sachsen-Zeitz-Neustadt, Bischof von Königgrätz und Bischof von Leitmeritz, Domherr in Köln sowie Herzog von Sachsen-Zeitz-Pegau-Neustadt (* 1702)
- 21. Juni: Sebastián de Eslava y Lazaga, spanischer Offizier und Kolonialverwalter, Vizekönig von Neugranada (* 1685)
- 22. Juni: Louis de Cahusac, französischer Dramatiker und Librettist, Mitarbeiter an der Encyclopédie (* 1706)

### Zweites Halbjahr
- 05. Juli: Magnus Lagerström, Direktor der Schwedischen Ostindien-Kompanie (* 1691)
- vor dem 25. Juli: Johann Christoph Altnikol, deutscher Komponist und Organist (* 1720)
- 27. Juli: Pierre-Louis Moreau de Maupertuis, französischer Mathematiker, Geodät, Astronom und Philosoph (* 1698)
- 06. August: Eugene Aram, britischer Philologe und Mörder (* 1704)
- 06. August: John Maxwell, 1. Baron Farnham, irischer Politiker und Peer
- 07. August: Georg Wilhelm Kirchmaier, preußischer Philosoph, Rhetoriker und Sprachwissenschaftler (* 1673)
- 08. August: Carl Heinrich Graun, deutscher Komponist und Sänger (* 1704)
- 10. August: Diego d’Aguilar, marranischer Finanzier und Hofjude in Wien (* 1699)
- 10. August: Ferdinand VI., König von Spanien (* 1713)
- 12. August: Tobias Heinrich Gottfried Trost, deutscher Orgelbauer (* um 1680)
- 24. August: Ewald Christian von Kleist, preußischer Dichter und Offizier (* 1715)
- 27. August: Bampfylde Moore Carew, britischer Betrüger und Volksheld (* 1693)
- 06. September: Laurids de Thurah, dänischer Architekt, Baumeister, Architekturhistoriker und Topograf (* 1706)
- 10. September: Johann Martin Chladni, deutscher evangelischer Theologe und Historiker (* 1710)
- 12. September: Karl Anton August, Prinz von Schleswig-Holstein-Sonderburg-Beck (* 1727)
- 13. September: James Wolfe, britischer General in Nordamerika (* 1727)
- 14. September: Louis-Joseph de Montcalm, französischer General in Nordamerika (* 1712)
- 17. September: Adalbert II. von Walderdorff, Propst in Blankenau sowie Fürstabt und Bischof von Fulda (* 1697)
- 18. September: Santa Stella, italienische Sopranistin (* 1686)
- 30. September: Martin Knobloch, deutscher Pädagoge und evangelischer Theologe (* 1684)
- 13. Oktober: Martin Schipani, deutscher Uhrmacher (* 1693)
- 18. Oktober: Louis de Caix d’Hervelois, französischer Gambist und Komponist (* 1680)
- 25. Oktober: Johann Juncker, deutscher Mediziner (* 1679)
- 28. Oktober: Georges Polier de Bottens, Schweizer evangelischer Theologe und Hochschullehrer (* 1675)
- 02. November: Charles Hanbury Williams, britischer Diplomat, Schriftsteller und Satiriker (* 1708)
- 16. November: Johann Michael Strickner, Tiroler Maler (* 1720)
- 24. November: Christoph Friedrich von der Osten-Sacken, kurländischer Landespolitiker und Regent im Herzogtum Kurland und Semgallen (* um 1697)
- 29. November: Alamgir II., Großmogul von Indien (* 1699)
- 29. November: Nikolaus I Bernoulli, Basler Mathematiker (* 1687)
- 29. November: Philipp Ernst, Graf und Fürst von Hohenlohe-Waldenburg-Schillingsfürst (* 1663)
- 06. Dezember: Marie Louise Élisabeth de Bourbon, Herzogin von Parma, Piacenza und Guastalla (* 1727)
- 18. Dezember: François de Franquetot, duc de Coigny, Marschall von Frankreich (* 1670)
- 26. Dezember: Ivan Jelínek, böhmischer Benediktinerpater, Organist, Lautenist und Komponist (* 1683)

### Genaues Todesdatum unbekannt
- Martin Biterich, Mainzer Bildhauer (* 1691)
- Carlo Francesco Dotti, italienischer Architekt (* 1670)
- Göynüklü Ahmed Efendi, osmanischer Chronist und Sekretär (* um 1650)
- Julien Le Roy, französischer Uhrmacher (* 1686)
- Hattori Nankaku, japanischer Dichter und Maler (* 1683)
- Ong Kham, König des laotischen Königreichs Luang Phrabang, Mönch und Herrscher von Chiang Mai und Lan Na in Thailand